# Lope Fernández
Lope Fernández (¿?, Fuentes de León-1512, San Cristóbal de La Laguna) fue un hidalgo y conquistador castellano que participó en la conquista de las islas canarias de Gran Canaria, La Palma y Tenerife a finales del siglo xv.
Fue el fundador de la localidad tinerfeña de Valle de Guerra.

## Biografía
Algunos autores suponen a Lope Fernández hijo de Sancho Fernández de la Reguera y de doña Inés de la Guerra, aunque no existen pruebas documentales que lo corroboren. Su origen se cree fuera la villa extremeña de Fuentes de León, pues de ella proceden varios de sus parientes próximos.
Casó dos veces; la primera con Catalina Rodríguez, a quien asesinó en Gran Canaria y por ello fue condenado a muerte, aunque obtuvo el perdón, y la segunda en 1507 con Elena Velázquez ya en Tenerife. De ninguno de sus matrimonios tuvo Lope descendencia.
Lope arribó a las islas en 1478 como miembro de la empresa conquistadora capitaneada por Juan Rejón, interviniendo en los hechos de la conquista de Gran Canaria, avecindándose en ella una vez tomada en 1483 y recibiendo tierras en Telde. Participó también en la conquista de la isla de La Palma entre 1492 y 1493, pasando luego a la invasión de Tenerife por parte de Alonso Fernández de Lugo en 1494. Resultó herido en la primera batalla de Acentejo, donde los guanches derrotaron completamente a los castellanos.
Lope volvió junto a Lugo a Tenerife en 1495 en una segunda entrada. Durante esta, el ejército conquistador se vio necesitado de avituallamiento, ofreciéndose Lope a costearlo. En agradecimiento por este hecho, Lugo mandaría construir una ermita en honor de Nuestra Señora de la Consolación en el lugar de Santa Cruz donde Lope había hecho su ofrecimiento.
Terminada la conquista de la isla, Lope fue uno de los seis primeros regidores de Tenerife nombrados por el nuevo gobernador Alonso Fernández de Lugo el 20 de octubre de 1497. También desempeñó el cargo de alcalde mayor en 1498, y fue uno de los repartidores de tierras designados por el gobernador Lugo entre 1503 y 1505, junto a Guillén Castellano y Fernando de Trujillo. Además, tomó parte en las expediciones de Lugo a Berbería en 1500 y 1501.
Lope Fernández falleció el 12 de agosto de 1512 siendo ya bastante viejo, y fue enterrado en el convento franciscano de La Laguna.